# Чемпионат России по конькобежному спорту 1910
Чемпионат России по конькобежному спорту в классическом многоборье 1910 года — 22-й чемпионат России, который прошёл в феврале 1910 года в Москве на катке гимнастического общества «Сокол». В первенстве принимали участие только мужчины.
Чемпионом России третий раз подряд стал москвич Николай Струнников, призёрами — Николай Хорьков и Никита Найдёнов (оба — Москва).
С 1908 года первенство разыгрывается на трех дистанциях 500, 1500 и 5000 метров. Для получения звания чемпиона России необходимо было победить на двух дистанциях. Последующие места распределялись по сумме очков на дистанциях. Все дистанции разыгрывались в один день.

## Результаты чемпионата
| место     | спортсмен          | город  | очки | 500 м    | 1500 м     | 5000 м     |
| --------- | ------------------ | ------ | ---- | -------- | ---------- | ---------- |
| 1         | Николай Струнников | Москва | 3    | 47,2 (1) | 2.33,6 (1) | 9.17,4 (1) |
| 2         | Николай Хорьков    | Москва | 8    | 52,0 (3) | 2.41,6 (3) | 9.21,2 (2) |
| 3         | Никита Найдёнов    | Москва | 11   | 52,4 (4) | 2.41,4 (2) | 9.41,4 (5) |
| без места | И. Юдаев           | Москва | -    | 51,0 (2) | 2.42,4     | -          |